# Кедр карпатський (Пам’ятка природи)

## Створення
Пам’ятка природи «Кедр карпатський» (втрачена) була оголошена рішенням Івано-Франківського Облвиконкому  № 265 від 7.07.1972 року на землях Ділятинського лісокомбінату (на території Поляницького лісництва, в урочищі "Кедровата").
Площа – 0,04 га.

## Характеристика
Об’єкт на момент створення був представлений реліктовою породою.

## Скасування
Станом на 1.01.2016 року об'єкт не міститься в офіційних переліках територій та об'єктів природно-заповідного фонду, оприлюднених на Єдиному державному вебпорталі відкритих даних http://data.gov.ua/ [Архівовано 4 травня 2016 у Wayback Machine.]. Проте ні в Міністерстві екології та природних ресурсів України, ні у Департаменті екології та природних ресурсів Івано-Франківської обласної державної адміністрації відсутня інформація про те, коли і яким саме рішенням було скасовано даний об'єкт природно-заповідного фонду. Таким чином, причина та дата скасування на сьогодні не відома. Вся інформація про стоворення об'єкту взята із текстів зазначених у статті рішень обласної ради, що надані Державним управлянням екології та природних ресурсів Івано-Франківської області Всеукраїнській громадській організації «Національний екологічний центр України». Відповідно до листа Міністерства екології та природних ресурсів України №9-04/18-16 від 11.01.2016 року "Щодо надання роз'яснення", з якого слідує, що вся інформація про установи природно- заповідного фонду є відкритою.